# Riccardo Zampagna
Riccardo Zampagna (* 15. November 1974 in Terni) ist ein ehemaliger italienischer Fußballspieler, er spielte auf der Position eines Stürmers.

## Karriere
Zampagna begann seine Karriere bei Amerina Calcio in der Serie D, im Laufe seiner Karriere spielte er sich in immer höhere Ligen. In der Saison 2000/01 wurde er von Cosenza Calcio verpflichtet und spielte damit erstmals in der zweithöchsten italienischen Profiliga. In der Folge bestritt Zampagna bei verschiedenen Mannschaften über hundert Serie B Partien und konnte dabei mehr als fünfzig Treffer erzielen. In der Saison 2004/05 wechselte Zampagna zum FC Messina und gab hier mit 30 Jahren sein Debüt in der Serie A. In seiner ersten Serie-A-Saison erzielte er auf Anhieb 12 Treffer. In der Saison 2005/06 wechselte er zum Serie-B-Verein Atalanta Bergamo, mit dem er am Ende der Spielzeit einen Aufstiegsplatz belegte und damit in die Serie A aufstieg. Am 3. Spieltag der Saison 2007/08 erzielte Zampagna gegen den AC Florenz einen sehenswerten Treffer zum 2:2 Endstand. Dieses Tor wurde Anfang 2008 in Italien zum Tor des Jahres gewählt.
Nach Problemen und Streitereien mit Trainer Luigi Delneri wechselte Zampagna im Januar 2008 zum stark abstiegsgefährdeten Serie-B-Verein Vicenza Calcio. Zur Saison 2008/09 wechselte er zum Zweitligaaufsteiger US Sassuolo Calcio. In der Saison 2009/10 verpasste er mit Sassuolo den Aufstieg in die Serie A nur knapp und verlor in den Aufstiegsplayoffs gegen den FC Turin. Zur Saison 2010/11 wechselte der Stürmer zum Viertligisten Carrarese Calcio, wo er noch zu zehn Einsätzen und zwei Toren im Ligabetrieb kam und im November 2010 seine Karriere beendete.

## Auszeichnungen
- Tor des Jahres in Italien: 2007